# Courouvre
Courouvre ist eine französische Gemeinde mit 41 Einwohnern (Stand 1. Januar 2022) im Département Meuse in der Region Grand Est (vor 2016 Lothringen). Sie gehört zum Arrondissement Commercy und zum Kanton Dieue-sur-Meuse.

## Geografie
Die Gemeinde liegt etwa 23 Kilometer nordöstlich von Bar-le-Duc im Zentrum des Départements Meuse. Die Gemeinde besteht einzig aus dem Ort Courouvre. Weite Teile im Norden und Südosten der Gemeinde sind bewaldet. Das bedeutendste Waldgebiet ist der Bois de Chaumont. Nachbargemeinden sind Rambluzin-et-Benoite-Vaux im Norden, Thillombois im Nordosten und Osten, Lahaymeix im Osten, Pierrefitte-sur-Aire im Südosten und Süden, Longchamps-sur-Aire im Süden und Westen sowie Neuville-en-Verdunois im Westen.

## Geschichte
Der Name der heutigen Gemeinde wurde 1149 als Corrubrium erstmals in einem Dokument erwähnt. Im Mittelalter gehörte der Ort zum Gebiet des Herzogtums Bar und danach zum Herzogtum Lothringen. Genauer zum Amt (Bailliage) Saint-Mihiel. Mit dieser Herrschaft fiel Courouvre 1766 an Frankreich. Bis zur Französischen Revolution lag die Gemeinde im Grand-gouvernement de Lorraine-et-Barrois. 
Von 1793 bis 1801 war die Gemeinde dem Distrikt Saint-Mihiel zugeteilt und von 1793 bis 2015 Teil des Kantons Pierrefitte-sur-Aire. Seit 1801 ist Courouvre dem Arrondissement Commercy zugeordnet.

### Bevölkerungsentwicklung
| Jahr                                                                                                | 1962 | 1968 | 1975 | 1982 | 1990 | 1999 | 2006 | 2011 | 2019 |
| Einwohner                                                                                           | 79   | 65   | 62   | 32   | 57   | 62   | 46   | 35   | 37   |
| Quellen: Cassini (Volkszählungen bis 1999) und INSEE (offizielle Schätzungen per 1. Januar ab 2006) |      |      |      |      |      |      |      |      |      |

## Sehenswürdigkeiten
- Kirche Saint-Pierre-ès-Liens aus dem 18. Jahrhundert
- Denkmal für die Gefallenen[3]
- Gedenktafeln für gefallene britische Soldaten[4]
- Drei Wegkreuze; beim Friedhof an der Rue de Verdun östlich des Dorfs und an der D101 nördlich des Dorfs